# ميخائيل لورانس (لاعب دوري الرغبي)
ميخائيل لورانس (بالإنجليزية: Michael Lawrence)‏ هو لاعب دوري الرغبي بريطاني، ولد في 12 أبريل 1990 في هدرسفيلد في المملكة المتحدة.